# Nice Cavigal tennis de table
 (juillet 2018).
Si vous disposez d'ouvrages ou d'articles de référence ou si vous connaissez des sites web de qualité traitant du thème abordé ici, merci de compléter l'article en donnant les références utiles à sa vérifiabilité et en les liant à la section « Notes et références ».
Le Nice Cavigal tennis de table est un club français de tennis de table basé à Nice.

## Histoire du club
Créé en 1985, le Club Pongiste Contois, village de l'arrière-pays niçois évoluant donc à l'époque dans l'ombre du Trinité Sports TT, premier vainqueur français d'une Coupe d'Europe.
En 1991, le club s'installe à l'espace Magnan et devient le Nice Club Pongiste de la Côte d'Azur et double ainsi son nombre d'adhérents (de 30 à 60 pongistes) dès sa première saison sous cette appellation. Le club s'agrandit encore et déménage en 1998 au Gymnase de Brancolar et dépasse les 150 licenciés. Quatre ans plus tard, le club prend ses quartiers définitifs à la salle Raoul Dufy et atteint alors les 250 licenciés.
En parallèle de ses déménagements, le club évolue dans la hiérarchie sportive au fil des saisons et atteint en 2005 les championnats pros en accédant à la Pro B (deuxième niveaufrançais), devenant au passage la vitrine du tennis de table sur la Côte d'Azur.
Son évolution et sa notoriété amène le Nice CPC à obtenir le « label *** » délivré par la fédération française de tennis de table. Il accède au championnat de Pro A en 2010, mais, il retrouve dès la saison suivante la Pro B après une saison 2010-2011 terminée à la dernière place.
Au commencement de la saison 2012-2013, le club devient une section indépendante du club omnisports de la Cavigal Nice Sports et s'appelle désormais le Nice Cavigal tennis de table. Au terme de la saison 2016-2017 terminée à la dernière place de Pro B, le club est relégué.

## Effectifs
| Saison    | Joueurs                                                                    |
| --------- | -------------------------------------------------------------------------- |
| 2013-2014 | Marcos Madrid Anthony Geminiani Fabian Akerstrom                           |
| 2014-2015 | Marcos Madrid Anthony Geminiani Paul Gauzy Admir Duranspahicv Costel Badoï |
| 2015-2016 |                                                                            |

## Parcours du club
- Saison 2001-2002 : Champion de France de Prénationale, monte en Nationale 3
- Saison 2002-2003 : 3e en nationale 3, monte en Nationale 2
- Saison 2003-2004 : Champion de France de Nationale 2, monte en Nationale 1
- Saison 2004-2005 : Vice-Champion de France de Nationale 1, monte en Pro B
- Saison 2005-2006 : 1re saison du club en Pro B (2e division nationale)
- Saison 2006-2007 : 2e saison en Pro B, relégué
- Saison 2007-2008 : Champion de France 2007 - 2008 en Nationale 1
- Saison 2008-2009 : Retour en Pro B
- Saison 2009-2010 : Vice-Champion de France de Pro B, monte en Pro A
- Saison 2010-2011 : 1re saison de club dans l'élite en Pro A, relégué
- Saison 2011-2012 : Retour en Pro B et Champion de France par Équipes en Nationale 3
- Saison 2014-2015 : Vice-Champion de France de National 1 pour une nouvelle montée en Pro B.

## Bilan par saison
| Saison    | Champ.             | Cl             | Pts            | J              | V              | N              | D              | Pp             | Pc             | Diff |
| --------- | ------------------ | -------------- | -------------- | -------------- | -------------- | -------------- | -------------- | -------------- | -------------- | ---- |
| 2018-2019 | Nationale 1 (Gr.B) | -              | -              | -              | -              | -              | -              | -              | -              | -    |
| 2017-2018 | Nationale 1        | -              | -              | -              | -              | -              | -              | -              | -              | -    |
| 2016-2017 | Pro B              | 10e            | 29             | 18             | 4              | -              | 14             | 29             | 50             | -21  |
| 2015-2016 | Pro B              | 7e             | 35             | 18             | 7              | 4              | 6              | 45             | 48             | -3   |
| 2014-2015 | Nationale 1        | Non communiqué | Non communiqué | Non communiqué | Non communiqué | Non communiqué | Non communiqué | Non communiqué | Non communiqué |      |
| 2013-2014 | Pro B              | 6e             | 35*            | 18             | 7              | 4              | 6              | 44             | 47             | -3   |
| 2012-2013 | Pro B              | 4e             | 39             | 18             | 8              | 5              | 5              | 54             | 45             | +9   |
| 2011-2012 | Pro B              | 8e             | 33             | 18             | 5              | 5              | 8              | 41             | 51             | -10  |
| 2010-2011 | Pro A              | 10e            | 19             | 18             | 0              | 1              | 17             | 16             | 71             | -55  |
| 2009-2010 | Pro B              | 2e             | 42             | 18             | 11             | 2              | 5              | 54             | 37             | +17  |
| 2008-2009 | Pro B              | 6e             | 35             | 18             | 7              | 3              | 8              | 48             | 51             | -3   |
| 2007-2008 | Nationale 1        | Champion       | -              | -              | -              | -              | -              | -              | -              | -    |
| 2006-2007 | Pro B              | 9e             | 28             | 18             | 3              | 4              | 1              | -              | -              | -    |
| 2005-2006 | Pro B              | 6e             | 34             | 18             | 5              | 6              | 7              | 46             | 52             | -6   |